# 두 개의 호른과 현악 사중주를 위한 육중주 (베토벤)
《두 개의 호른과 현악 사중주를 위한 육중주, 작품 번호 81b》는 루트비히 판 베토벤에 의해 쓰인 실내악곡이다. 
이 작품은 1795년경에 쓰이고 1810년에 출판되었다. 조성은 내림마장조로 되어 있고, 두 개의 호른과 현악 사중주로 연주된다. 이것은 아마도 같은 조성을 갖고 있는 모차르트의 《호른 오중주, K. 407》를 모델로 한 것으로 여겨지며, 초기 작품과 마찬가지로 두 개의 호른을 위한 달인적인 집필과 함께 협주곡 형식으로 작성되었다.

## 배경
1810년에 짐로크 출판사가 출판하기 전에는 작품이 1790년대 중반에 구성되었음을 확인하는 몇 가지 스케치가 있다는 것 외에는 작품 구성의 상황에 대해 알려진 것이 없다. 이 작품의 협주곡 형식의 특성 때문에 존 헨켄과 같은 작가들은 이 작품이 본에 기반을 둔 특정 연주자를 위해 쓰여졌을지 모른다고 추측했고, 작품의 초기 역사에 대해 더 많이 알려져 있지 않다는 것에 대해 놀라움을 표현했다.

## 구조
이 작품은 세 가지 악장으로 구성되어 있다.
1. 알레그로 콘 브리오(E♭장조)
2. 아다지오(A♭장조)
3. 론도: 알레그로(E♭장조)

일반적인 연주 시간은 약 15~17분 정도 소요된다.